# Majthényi Dezső
Kesselőkeői Majthényi Dezső (Tibolddaróc (Borsod megye), 1840. február 24. – Budapest, 1891. október 14.) országgyűlési képviselő.

## Élete
Majthényi György és Beniczky Mária fia. Anyját négyéves korában elvesztvén, házi nevelés után a gimnáziumot Pesten a Szőnyi-nevelőintézetben végezte. 1860-ban Borsod megye tiszteletbeli jegyzője lett és 1867-ben aljegyzőnek választották. Az 1865-1868-iki országgyűlés utolsó felére (Mocsáry Lajos leköszönvén, ennek helyébe) a mezőkövesdi kerület országgyűlési képviselővé választotta; 1869-ben pedig a Csongrád megyei tápéi kerület választotta meg ellenzéki képviselőnek. Meghalt mint fővárosi állami rendőrtanácsos.
Cikkei a Budapesti Szemlében (XVII., XVIII. 1863. Lessing); az Ellenőrbe is gyakran írt. Országgyűlési beszédei a Naplókban (1865-1875) vannak.